# Enzima convertitore dell'angiotensina
L'enzima convertitore dell'angiotensina, o enzima di conversione dell'angiotensina (ACE, acronimo inglese di angiotensin-converting enzyme), è un enzima appartenente alla famiglia delle esopeptidasi, e in particolare delle carbossipeptidasi.
È una glicoproteina generalmente di membrana, localizzata sull'endotelio dei capillari polmonari, ed ha funzione enzimatica: catalizza specialmente il clivaggio del decapeptide angiotensina I nell'ottapeptide angiotensina II, grazie al taglio degli ultimi due amminoacidi C-terminali.
L'angiotensina II è l'effettore più efficace ad azione ipertensiva del sistema renina-angiotensina-aldosterone. Questo sistema controlla il volume dei liquidi extracellulari e la vasocostrizione delle arterie. La mancata regolazione dell'enzima porta ad un alto tenore di vasocostrizione responsabile dell'ipertensione. L'utilizzo di farmaci ACE-inibitore è uno dei rimedi farmacologici nella cura dell'ipertensione.

## Funzioni
L'enzima interviene a livello del sistema cardiocircolatorio, portando alla variazione dei livelli pressori attraverso vie diverse.
- Da una parte, come detto, catalizza la produzione, partendo dall'angiotensina I (decapeptide), in angiotensina II (ottapeptide) tramite la rimozione di un dipeptide. L'angiotensina II è un potente vasocostrittore e la sua produzione incentiva l'innalzamento pressorio.
- Nel contempo l'ACE degrada, inattivandola, la bradichinina, che invece è un vasodilatatore, incrementando così l'attività vasocostrittrice
- È stato evidenziato come l'enzima intervenga nel rimodellamento cardiaco. Dopo un insulto cardiaco, come un infarto, il cuore va incontro ad un processo di rimodellamento, costituito da modificazioni strutturali che inducono una drastica diminuzione dell'efficienza cardiaca. Tale rimodellamento dei tessuti cardiaci è mediato dall'ACE.

Questo ha permesso di capire l'utilità degli inibitori dell'ACE, non solo nella terapia antipertensiva, ma anche nella cura del post-infarto per controllare e rallentare il rimodellamento e ridurre lo scompenso cardiaco.

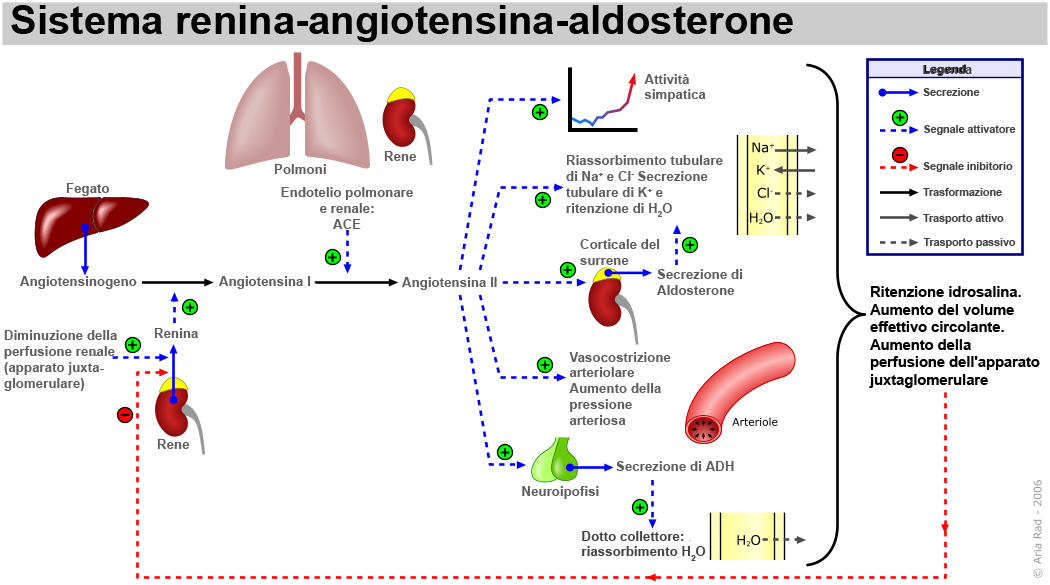

## Diagnostica
La misurazione della concentrazione dell'ACE viene usata per diagnosticare la sarcoidosi insieme ad altri parametri clinici e radiologici. Durante la terapia o l'osservazione del decorso di essa, la concentrazione dell'ACE si è stabilita come un effettivo parametro di controllo dell'attività della malattia.